# 埃尔瓦斯
埃尔瓦斯，是西班牙埃斯特雷马杜拉卡塞雷斯省的一个市镇。总面积60平方公里，2001年普查人口總數為3842人，人口密度為每平方公里64人。